# Mühltroff
Mühltroff è una frazione della città di Pausa-Mühltroff in Sassonia, in Germania. La città di Pausa-Mühltroff è stata costituita il 1º gennaio 2013 dall'unione delle città di Mühltroff e Pausa/Vogtl..
Appartiene al circondario del Vogtland.